# Agrarwirtschaft und Agrarpolitik im Deutschen Reich (1933–1945)
Die Agrarwirtschaft und Agrarpolitik im nationalsozialistischen Deutschen Reich war durch umfangreiche Veränderungen der landwirtschaftlichen Produktionsstrukturen und der zugehörigen Verbandsstruktur und Gesetzgebung geprägt.
Bereits 1930–1932 hatten die Nationalsozialisten in den Bauernverbänden in großem Umfang Anhänger und Wählerstimmen gewonnen. Der nach 1933 im Reichsnährstand zentral zusammengefassten Interessenvertretung kam besondere Bedeutung zu. Als Selbstverwaltungskörper unter der Führung von Walther Darré sollte sie Markt und Produktion landwirtschaftlicher Produkte kontrollieren. Vorgaben der vom Reichsbauernführer propagierten Blut-und-Boden-Ideologie kollidierten mit den Anforderungen an Modernisierung und Steigerung der landwirtschaftlichen Produktion. Die offiziell propagierte Autarkie und Unabhängigkeit von Importen wurde nie erreicht. Die im europäischen Vergleich verhältnismäßig gute Ernährungslage der Deutschen bis kurz vor Kriegsende war letztlich nur durch den millionenfachen Einsatz von Zwangsarbeitern und eine massive Ausbeutung der besetzten Gebiete möglich, die Darrés Nachfolger Herbert Backe organisierte und mit einem rücksichtslosen Hungerplan verband.

## Ausgangssituation
Die Landwirtschaft in Deutschland war im internationalen Vergleich wenig leistungsfähig. Agrarreformerische Maßnahmen während der Weimarer Republik hatten nicht den erhofften Erfolg; eine breite Entschuldung der Landwirte nach der Inflation der 1920er Jahre war bis zum Jahr 1932 wieder aufgezehrt worden. Auch eine erste Zusammenfassung der landwirtschaftlichen Organisationen in der deutschnational und antirepublikanisch dominierten Grünen Front 1929 hatte nicht die erhoffte Schubkraft gezeitigt. Besonders thematisiert wurden dabei die im Ersten Weltkrieg erlittenen Gebietsverluste und der Verlust der Kolonien, wobei sich die verfügbare landwirtschaftliche Nutzfläche um 15 Prozent und die Anzahl der Beschäftigten in der Landwirtschaft um 16 Prozent verringert hatte. Die Siedlungsprogramme der Weimarer Republik konnten nur 939.000 ha zusätzliches Ackerland erschließen (1937 verfügte Deutschland über eine Agrarnutzfläche von 19,422 Mio. Hektar). Ein Viertel des Ackergrundes wurde von nur 0,2 Prozent aller Bauernhöfe bestellt; den größten Anteil an Grund, nämlich 43 Prozent, besaßen jedoch immer noch die mittleren bis größeren Höfe von 10 bis 100 ha, der Größe, welche von den nationalsozialistischen Bauernvertretern als optimal angesehen wurde.
Zu Beginn der NS-Zeit (sog. Machtergreifung der NSDAP am 30. Januar 1933) war nur bei wenigen Nahrungsmitteln wie Sauerkraut und Rüben eine gänzliche Versorgung der Bevölkerung aus dem Inland möglich. Noch 1937 waren 29 Prozent der Beschäftigten in Deutschland, 9.388.000 Menschen, in der Landwirtschaft tätig. Die Zahl der Bauernhöfe betrug über 3 Millionen. Ein Hof bewirtschaftete im Durchschnitt etwas mehr als 6 ha (im Jahr 2007 bewirtschaftete ein deutscher Bauernhof durchschnittlich über 48 ha). Zum Vergleich: Die Sowjetunion verfügte über eine Nutzfläche von 223,916 Mio. ha bei 71.734.000 Beschäftigten, die Vereinigten Staaten über eine Nutzfläche von 137,333 Mio. ha bei 10.752.000 Beschäftigten. 1937 standen nach Angabe des Statistischen Reichsamtes einem sowjetischen Bauern etwa die doppelte Fläche zur Verfügung wie einem deutschen, und einem amerikanischen die sechsfache.
Innerhalb der Bauernschaft und ihrer Organisationen hatte Hitlers NSDAP 1930–1932 (insbesondere in Norddeutschland) einen starken Rückhalt gewonnen. Eine besondere Rolle spielte dabei der „Agrarpolitische Apparat“ Walther Darrés, der sich von einer NS-Regierung eine privilegierte Stellung und die Verwirklichung von agrarromantischen Vorstellungen im Sinne der (auch von Heinrich Himmler geteilten) Blut-und-Boden-Ideologie versprach. Für Hitler und eine Mehrheit der NS-Führung stand demgegenüber eine Produktionssteigerung und höhere Produktivität der Landwirtschaft im Vordergrund, hinsichtlich der Fähigkeit zur Kriegsführung wie auch zur Vermeidung von Versorgungsmängeln. Beide – durchaus widersprüchliche – Ziele führten nach 1933 zu einer ordnungspolitischen Umgestaltung, die deutlich weiter als im Industriebereich ging.
Walther Darré gelang es im Frühjahr 1933, zunächst die Spitzenstellungen der verschiedenen Bauernorganisationen, Genossenschaften und Kammern und anschließend das Ministeramt Hugenbergs als Reichsminister für Ernährung und Landwirtschaft zu übernehmen. Die umfangreichen Organisationen wurden im „Reichsnährstand“ zusammengeschlossen, parallel mit mehreren Gesetzgebungsprojekten die Landwirtschaft faktisch aus den Regelmechanismen des Agrarmarkts herausgelöst.
Der Anspruch Darrés und der von ihm angeführten Großorganisation mit mehr als 10.000 Angestellten scheiterte angesichts von Landflucht, Missernten und Versorgungsengpässen 1934 und 1935 offensichtlich. Die Landwirtschaft verlor ihre privilegierte Stellung wieder und wurde in die NS-Vierjahrespläne eingebunden, Darré zunehmend entmachtet.
Von den agrarideologischen Vorstellungen Darrés wurde nur wenig umgesetzt. Zwar wurden die Bauern in der Symbolpolitik des Regimes vorrangig behandelt und unter anderem im Rahmen des neuheidnischen „Reichserntedankfests“ aufgewertet. Faktisch ging die Landflucht ungehindert weiter. Von 1933 bis 1939 zogen rund 400.000 Landarbeiter in die Städte. Insgesamt fehlten 1941 auf dem Land rund 800.000 Arbeitskräfte. Die fehlenden Arbeitskräfte konnten nur teilweise durch Erntehilfe der HJ, das BDM Pflichtjahr und andere NS-Zwangsmaßnahmen ausgeglichen werden. Trotz der vorgeblichen Autarkiebestrebungen gelang es nie, die Abhängigkeiten von Importen insbesondere bei Futtermitteln und Fetten („Fettlücke“) zu reduzieren. Bei der zunehmend notwendigen Mechanisierung der Landwirtschaft (siehe Tabelle) waren die Bauern auf hauptsächlich importierte Treibstoffe angewiesen. Streit um den Zugriff auf die notwendigen Devisen führten zu erheblichen systeminternen Konflikten. Die Treibstofflücke versuchte man durch die Entwicklungen alternativer Antriebe auszugleichen. Nicht zuletzt kollidierte im Familienalltag der Bauern der ideologische Anspruch, der Frauen auf ihre Mutterrolle reduzierte, mit den produktionspolitischen Zielen, die ohne deren Mitarbeit nicht zu realisieren waren. Schließlich war die bis Kriegsende weitgehend sichergestellte Ernährung der regimetreuen Deutschen nur durch den Einsatz von Millionen von Zwangsarbeitern und die Ausbeutung der besetzten Gebiete zu realisieren.
| Jahr | Elektromotoren | Sämaschinen | Mähmaschinen | Kartoffelerntemaschinen | Düngerstreumaschinen |
| ---- | -------------- | ----------- | ------------ | ----------------------- | -------------------- |
| 1933 | 1.008.260      | 667.692     | 949.895      | 343.720                 | 153.665              |
| 1939 | 1.807.405      | 806.452     | 1.363.396    | 458.559                 | 233.498              |

## Agrar-Innenpolitik
Die Agrarpolitik sollte einen möglichst hohen Grad an Selbstversorgung erreichen und war für die NSDAP ideologisch von großer Bedeutung:
- Große Hungersnöte galten schon seit dem frühen 19. Jahrhundert in Europa als ausgerottet, doch am Ende des Ersten Weltkrieges hatte die deutsche Zivilbevölkerung bis Kriegsende mindestens 600.000 Hungertote und Millionen von Unterernährten zu beklagen, vor allem im „Steckrübenwinter“ 1916/17, was sich negativ auf die Kriegsbegeisterung auswirkte und auch zur Novemberrevolution 1918 beitrug.[at 4] Aufgrund dieser Erfahrung widmeten die deutschen Machthaber der Ernährungssituation besondere Aufmerksamkeit.
- Während des Ersten Weltkriegs führte eine Handelsblockade der Kriegsgegner (siehe auch Seeblockade) zu Engpässen bei der Nahrungsmittelversorgung. Um sich von Importen unabhängig zu machen, strebten die Nationalsozialisten einen hohen Grad an Selbstversorgung an.
- Mit über 9.000.000 Beschäftigten in der Landwirtschaft und einer Vielzahl an weiteren indirekt mit der Landwirtschaft in Verbindung stehenden Personen war die Landwirtschaft neben Industrie und Gewerbe mit in Summe über 14.000.000 Beschäftigten[9] ein wichtiger Wirtschaftsfaktor und ein bedeutendes Wählerpotential der Deutschnationalen und Nationalsozialisten.
- Das Bauerntum spielte eine bedeutende Rolle in der „Blut-und-Boden-Ideologie“ der Nationalsozialisten, was sich in einer Reihe von Gesetzen zum Schutz und zur Förderung der deutschen Bauern niederschlug.

### Agrarpolitiker

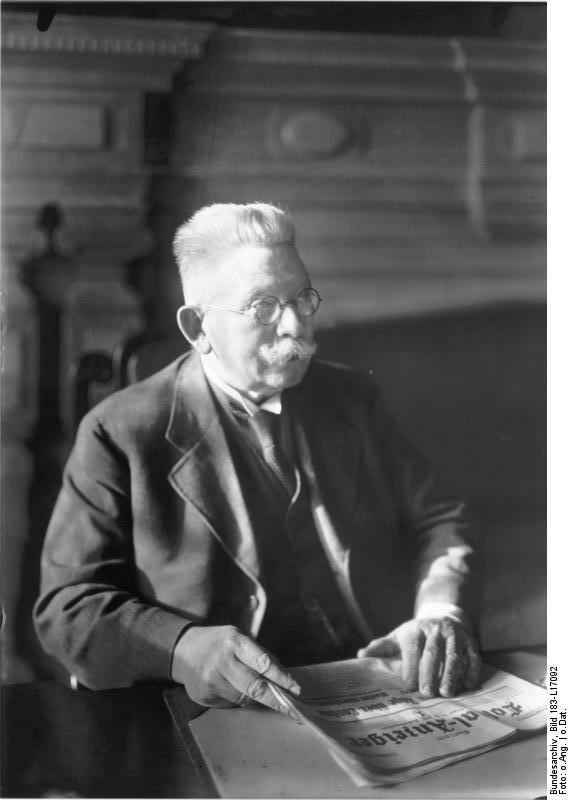
Alfred Hugenberg

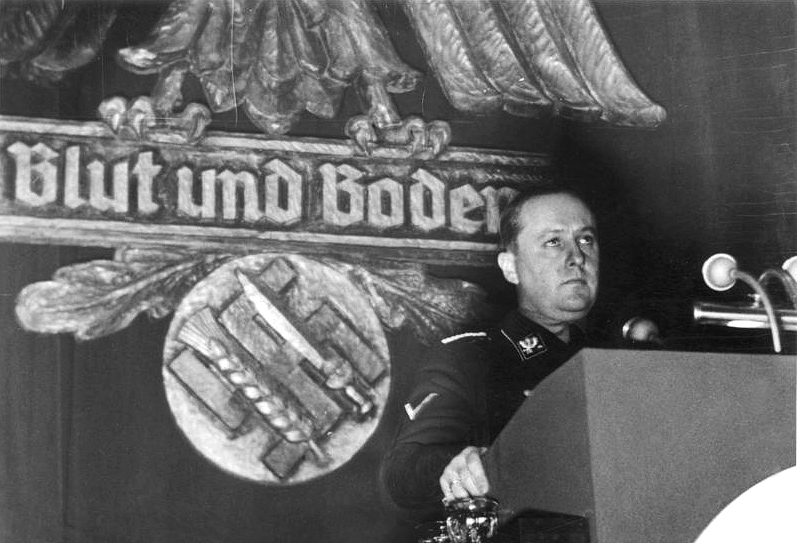
Richard Walther Darré, 1937

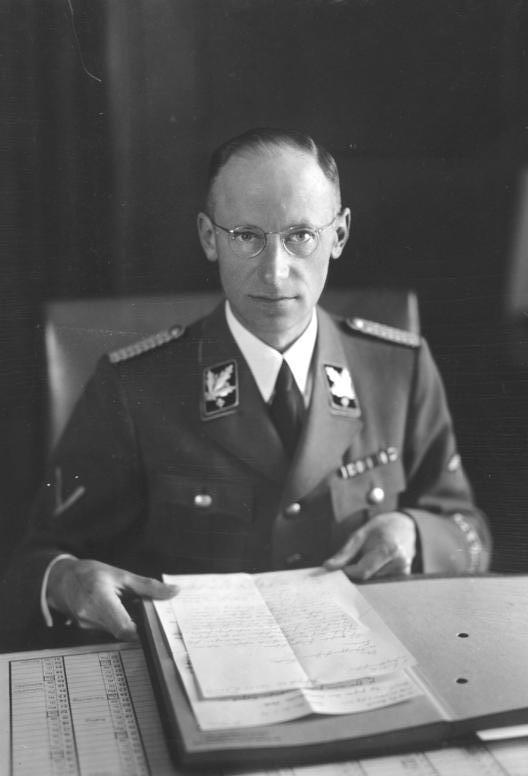
Herbert Backe (1942)

Der Posten des Ministers für Landwirtschaft und Ernährung im Kabinett Hitler ging am 30. Januar 1933 an den rechtskonservativen Industriellen und Medienunternehmer Alfred Hugenberg. Mit Mindestpreisen, Importkontingentierungen und anderen protektionistischen Maßnahmen suchte er die deutsche Landwirtschaft zu stärken. Den Höhepunkt dieser Politik bildete die Weltwirtschaftskonferenz in London, auf der er sich ohne vorherige Absprache mit dem Kabinett gegen den Freihandel einsetzte und die Rückgabe der ehemals deutschen Kolonien und Gebiete im Osten forderte. Sein Auftritt führte zum Eklat, woraufhin die Nationalsozialisten angaben, Hugenberg hätte auf der Konferenz nur seine persönliche Meinung geäußert. Am 27. Juni 1933 trat Hugenberg von all seinen Ämtern zurück und seine Partei, die DNVP, löste sich auf.
Ihm folgte Walther Darré. Der argentinischstämmige Minister gilt als einer der bedeutendsten Ideologen des Dritten Reiches. Er trat 1930 der SS und der NSDAP bei. Zu seinen ersten Aufgaben zählte der Aufbau eines Bauernverbandes, des sogenannten „Reichsnährstandes“, der sich zu einer der größten Organisationen im nationalsozialistischen Deutschland entwickelte und an dessen Spitze Darré selbst stand. Er pflegte zunächst einen freundschaftlichen Umgang mit Heinrich Himmler, dem Führer der SS, dessen Meinungen und Ansichten er begeistert unterstützte. Dies zeigte sich unter anderem daran, dass er alle leitenden Mitglieder des Landwirtschaftsministeriums drängte, der SS beizutreten. Seiner Meinung nach war der Erhaltung des Bauerntums die größte Aufmerksamkeit entgegenzubringen; die moderne Stadtbevölkerung hielt er nur für einen momentanen negativen Auswuchs der Gesellschaft und gegen den Schwund der Landbevölkerung wollte er vehement ankämpfen. Seine Ansichten sah er durch die sinkenden Geburtenraten seit der Verstädterung bestätigt (siehe Demografie Deutschlands).
Erheblich an Macht verlor Darré durch die Einbindung der Landwirtschaft in den Vierjahresplan. Während seiner Zeit als Landwirtschaftsminister machten sich immer wieder Konflikte mit anderen Politikern bemerkbar: zum Beispiel standen Hjalmar Schacht und er in einem ständigen Devisenstreit, wodurch er zusehends an Einfluss verlor. Der Beginn des Zweiten Weltkrieges und die daraus folgende vollständige Unterstellung des Reichsnährstandes unter das Reichsernährungsministerium war einer endgültigen Entmachtung Darrés gleichzusetzen. Darré hatte schon zuvor viel Einfluss an Herbert Backe verloren, nachdem dieser eine Stelle in der Göring unterstellten Leitung des Vierjahresplanes annahm. Darré war bis zum 16. Mai 1942 Reichsminister für Ernährung und Landwirtschaft, dann wurde er, zumindest offiziell, aufgrund seines Gesundheitszustandes beurlaubt. Tatsächlich war das Verhältnis zwischen Darré und Himmler seit Ende der 1930er Jahre getrübt, während die Beziehung zwischen Himmler und seinem Staatssekretär Backe immer besser wurde. Zudem hatte er Hitler mit einem Vorschlag für eine drastische Kürzung der Lebensmittelrationen verärgert, welche zu unpopulär für die momentane prekäre Lage nach Stalingrad und El Alamein gewesen wäre.
Auf Darré folgte der bisherige Staatssekretär im Ministerium für Landwirtschaft und Ernährung, Herbert Backe. Backes Familie war Anfang des 19. Jahrhunderts nach Georgien ausgewandert, wo Backe geboren wurde. Nicht umsonst sollte sich Backe später so für die „Drang nach Osten“-Ideologie der Nazis begeistern, entstammte er doch selbst aus einer solchen Siedlerfamilie. 1914, bei Beginn des Ersten Weltkrieges, wurde er als deutscher Staatsbürger nahe dem Ural interniert, von wo er während der Unruhen 1918 zurück nach Deutschland flüchtete. 1922 trat er der NSDAP bei und begann sich ab 1931 politisch für sie zu engagieren. 1933 avancierte er schließlich zum Staatssekretär in Darrés Landwirtschaftsministerium. 1936 übernahm er die Leitung der „Geschäftsgruppe Landwirtschaft“ des Vierjahresplanes, wodurch seine Position stärker wurde als die Darrés; eine gewisse Rivalität zwischen den beiden entstand. Der Unterschied zwischen Backe und Darré bestand weniger in ihrer Ideologie als in ihrem Charakter. Darré galt eher als eine schwache Person, die sich vor politischen Gegenspielern nicht behaupten könne, während Backe, ähnlich wie Albert Speer, als rationaler und willensstarker Technokrat galt. Am 23. Mai 1942 folgte er Darré als Landwirtschaftsminister und blieb es bis zum Ende des Krieges.

### Ideologische Grundlagen
Die Blut-und-Boden-Ideologie wurde nicht eigens von den Nationalsozialisten begründet, aber intensiv propagandistisch verwendet und aufgegriffen. Bereits um 1850 waren im Zuge der steigenden Urbanisierung und Industrialisierung unter anderem in der völkischen Bewegung Versatzstücke aus Agrarromantizismus, antiurbanen Reflexen und tiefgehendem Antisemitismus propagiert worden. Auch die weitverbreitete Lebensreformbewegung griff teilweise auf solche Ängste zurück. Im Kaiserreich war das agrarische Milieu noch fest in der Gesellschaft integriert. Der schleichende Bedeutungsverlust in der Weimarer Republik führte zu einer Entfremdung von der Demokratie.
Wilhelm Heinrich Riehl war ein wichtiger Vertreter einer Ideologie der „Großstadtfeindschaft-und-Agrarromantik“. Der Geschichtsphilosoph Oswald Spengler verwendet den Begriff ebenfalls, in seinem berühmten Werk Der Untergang des Abendlandes, spricht allerdings mehr philosophisch-historisch als ideologisch-politisch vom „Kampf zwischen Blut und Boden“. Auf Spengler hat sich Richard W. Darré oft berufen. Darré selbst idealisierte den Bauernstand; er publizierte mehrere Abhandlungen über dieses Thema, etwa „Das Bauerntum als Lebensquell der nordischen Rasse“ oder „Neuadel aus Blut und Boden“. Später, als Darré ’Reichsminister für Ernährung und Landwirtschaft’ wurde, prägte seine Ideologie nahezu jedes der von ihm erlassenen Gesetze, vor allem das „Reichserbhofgesetz“ vom 29. Sept. 1933, eines der grundlegenden Gesetze der Nazis. § 1 dieses Gesetzes formulierte explizit: „Die Reichsregierung will unter Sicherung alter deutscher Erbsitte das Bauerntum als Blutsquell des deutschen Volkes erhalten.“
Nachdem die Weltwirtschaftskrise vom Herbst 1929 in Deutschland spürbar wurde (ab 1930), hatten die Nationalsozialisten Privilegien für die Landwirtschaft propagiert, auch gerade für die kleinen und mittleren Bauern, wie auch generell für den sogenannten Mittelstand. Zwischen 1930 und 1932 gelang es ihnen damit, einen Großteil der vormals deutschnationalen Wähler von der DNVP Hugenbergs auf ihre Seite zu ziehen: die DNVP wurde zunehmend als Interessenverbund der Großagrarier empfunden. Entsprechend veränderte sich das Führungspersonal im Reichslandbund und der Vereinigung der deutschen Bauernvereine. Im Südwesten hielt die Sonderrolle des Württembergischen Bauern- und Weingärtnerbunds die Stimmenergebnisse der NSDAP unter dem Reichsdurchschnitt. In Norddeutschland trat die Landvolkbewegung teilweise gewalttätig auf.
Hitler selbst unterstützte Darré bei dessen ideologischen Bestrebungen, jedoch vor allem, da das Landvolk ein großes Wählerpotential für ihn war. Auch wenn die Vorstellung des „Neuadels“ auf den deutschen Bauernhöfen die Agrarierideologie beherrschte, gab die Realität ein anderes Bild wieder. Bei Stichproben, die 1938 vom „Reichsnährstand“ durchgeführt wurden, zeigte sich, dass auf vielen Höfen Zwangssterilisationen durchgeführt wurden und überdurchschnittlich viele Landarbeiter eine geistige Behinderung aufwiesen. Die Landflucht ging ungehindert fort, wozu Infrastrukturprojekte wie der Autobahnbau oder der Bau des Westwalls ebenso beitrugen wie die Aufrüstung der Wehrmacht, durch die neue Arbeitsplätze in der Industrie entstanden.

#### Gesetzgebungsmaßnahmen, Forschungs- und Bildungspolitik
Über den Bereich der Landwirtschaft hinaus intensivierte das NS-Regime auch Forschung in verwandten Bereichen wie Ökologie (vgl. Reinhold Tüxen, Alwin Seifert), Raumplanung (vgl. Walter Christaller, Konrad Meyer, Hochschularbeitsgemeinschaften für Raumforschung) und Geographie (Carl Troll, Josef Schmithüsen), Bodenkunde (vgl. Fritz Scheffer) sowie Wald- und Forstwirtschaft und brachte entsprechende Gesetzgebungsvorhaben ein. Nach dem propagandistisch intensiv begleiteten Reichstierschutzgesetz von 1933 wurde das von Kurt Mantel kommentierte „Reichswaldverwüstungsgesetz“ 1934 als erste reichsweite Forstgesetzgebung verabschiedet, 1936 das Reichsnaturschutzgesetz und 1938 das Reichsjagdgesetz inklusive eines Hegegebots beschlossen, die allesamt das Ende des Regimes überdauerten. Die 1934 begonnene reichsweite Bodenschätzung auf Basis des Bodenschätzungsgesetzes ermöglichte eine umfassende Datenerfassung der Bodenqualität und der Produktivitätszahlen.

#### Genetik und Vererbungswissenschaften
Im Bereich der Genetik und Vererbungswissenschaften wurde auf Vorarbeiten von Erwin Baur zurückgegriffen, der bereits 1914 als Leiter des Institut für Vererbungswissenschaft in Berlin systematisch genetische Erkenntnisse für landwirtschaftliche Zwecke genutzt hatte.
Das heutige Max-Planck-Institut für Pflanzenzüchtungsforschung in Köln arbeitet in direkter Nachfolge des von Baur 1928 gegründeten Instituts in Müncheberg. Baur, ursprünglich Arzt, war auch Mitherausgeber der Zeitschriften Archiv für Rassen- und Gesellschaftsbiologie und Volk und Rasse. Während die Züchtungsforschung vor 1918 insbesondere auf die Kolonialwirtschaft ausgerichtet war, wurde nach dem Ersten Weltkrieg der Schwerpunkt auf heimische Pflanzen und eine agrarische Selbstversorgung Deutschlands verlegt. Baur nahm bei den Autarkieforderungen 1930–1932 eine zentrale Rolle ein und begrüßte die Machtübernahme der Nationalsozialisten. Nach Baurs Tod 1933 wurde die Züchtungsforschung im Dritten Reich mit umfangreichen Fördermitteln unterstützt; ebenso das u. a. von Baur geförderte Kaiser-Wilhelm-Institut für Anthropologie, menschliche Erblehre und Eugenik, in dem (nach Baurs Tod) unter den Nationalsozialisten die sogenannte „Rassenforschung“ einen Schwerpunkt bildete.

#### Nachwachsende Rohstoffe
Der Agrarwissenschaftler Konrad Meyer bestimmte zwischen 1933 und 1945, unter anderem als Vizepräsident der Deutschen Forschungsgemeinschaft maßgebend die Inhalte des agrarwissenschaftlichen Hochschulstudiums und die Organisation der Landbau-Forschung in Deutschland. Meyer gelang es, fast ein Drittel der Forschungsmittel des Reichsforschungsrats im Bereich Landwissenschaft und Allgemeine Biologie zu konzentrieren. Als strategisch wurde die Schließung der „Eiweiß-, Öl- und Faserlücke“ (siehe auch Fettlücke) angesehen, was unter anderem vergebliche Forschungsprojekte für winterharte Oliven und Sojabohnenanbau in Deutschland hervorbrachte. Erfolgreicher war man im Bereich der Nachwachsenden Rohstoffe wie Raps, Lein, Hanf, Rübsen und Futterpflanzen. Die Deutsche Tibet-Expedition 1938/39 versuchte unter anderem, Wildpflanzen für die Züchtung von winterharten Getreidearten aufzufinden. Im Kriegsverlauf griffen Forscher aus Deutschland auf Ressourcen, Sammlungen und Ergebnisse der Forschung in den besetzten Gebieten zurück. Institutsgründungen erfolgten unter anderem in Sofia und Wien und durch die SS zum Thema Pflanzengenetik in Lannach bei Graz.
Ein zentrales, von Himmler persönlich vorangetriebenes Forschungsprojekt war die versuchte Herstellung von Kautschuk aus Kautschuklöwenzahn (Taraxacum bicorne). Nachdem 1942 die SS Saatgut der Pflanze in der Sowjetunion erbeutet hatte, wurden unter der Leitung von Joachim Caesar Versuche auf einem Landwirtschaftsbetrieb und Nebenlager des Konzentrationslager Auschwitz bei Rajsko durchgeführt. Das zugehörige Kommando Pflanzenzucht umfasste noch Anfang 1945 über 150 weibliche Häftlinge, die aus dem KZ Ravensbrück überstellt worden waren, zusätzlich waren sowjetische Wissenschaftler dort interniert.

#### Raumordnung und Raumplanung
Ein weiterer Forschungsschwerpunkt betraf nach 1935 strukturelle Probleme des ländlichen Raumes und der Raumforschung. 1935 hatte Meyer die Reichsarbeitsgemeinschaft für Raumforschung gegründet und damit das Forschungsgebiet Raumordnung in Deutschland institutionalisiert. Seine zentrale Mitarbeit am Generalplan Ost wie Mitgliedschaft bei der SS hinderte ihn nicht daran, dies nach 1945 zuerst wieder im Agrarbereich und bis 1968 als Ordinarius für Raumplanung in zentralen Funktionen fortzusetzen. Weitere politikberatende Experten in diesem Bereich waren u. a. die Agrar- und Sozialwissenschaftler Max Rolfes, Ludwig Neundörfer und Friedrich Kann.

#### Ernährung undVolksgesundheit
Im Bereich der Ernährung und Volksbildung spielten die Empfehlungen der 1935 gegründeten Deutschen Gesellschaft für Ernährungsforschung eine wichtige Rolle, die auch nach 1945 nachwirkte. Gerhard Wagner, dem Leiter der ärztlichen Spitzenverbände, versuchte eine „Reichsarbeitsgemeinschaft der Verbände für naturgemäße Lebens- und Heilweise“ zu organisieren. Dieser Zusammenschluss bestand bis 1941 und wurde dann in den „Deutschen Volksgesundheitsbund“ überführt. Spätestens mit dem Inkrafttreten des Vierjahresplanes 1936 trat eine anfänglich geplante „Synthese“ von Schulmedizin und Naturheilkunde im Sinne einer „Deutschen Medizin“ in den Hintergrund, der Schwerpunkt wurde auf eine den Erfordernissen des Krieges angepasste Ernährung, einfache Maßnahmen der persönlichen Gesunderhaltung und häusliche Krankenpflege gelegt.
Bekannt wurde Werner Kollath, der sich im Dritten Reich mit rassenhygienischen Schriften profilierte und nach 1945 als Pionier der Vollwerternährung auftrat.

### Einbindung der Landwirtschaft in den Vierjahresplan
Im Oktober 1936 wurde auf dem NSDAP -Reichsparteitag der sogenannte Vierjahresplan verkündet. Dieser hatte zwei große Aufgaben:

„I. Die deutsche Armee muss in 4 Jahren einsatzfähig sein.
II. Die deutsche Wirtschaft muss in 4 Jahren kriegsfähig sein.“

Der Vierjahresplan zielte zugleich auf die Herstellung der Wehrfähigkeit wie auch auf die Notwendigkeit, die Versorgung des deutschen Volkes wirtschaftlich zu gewährleisten. In seiner Denkschrift zum Vierjahresplan formulierte Hitler 1936: „Wir sind überbevölkert und können uns auf der eigenen Grundlage nicht ernähren […] Die endgültige Lösung liegt in einer Erweiterung des Lebensraumes beziehungsweise der Rohstoff- und Ernährungsbasis unseres Volkes.“.
Ziel war eine möglichst große Autarkie und Produktion durch größere Kontrollen und Reglementierungen seitens des Staates zu erreichen. Primär war damit die Rüstungswirtschaft gemeint, doch da die Importe landwirtschaftlicher Produkte nicht im gewünschten Ausmaß eingeschränkt werden konnten, wurde die Landwirtschaft ebenso dem Vierjahresplan unterstellt. Die Frage, ob die forcierte Aufrüstung angesichts des Mangels an Devisen und Rohstoffen fortgesetzt werden konnte, führte zu regierungsintern Machtkämpfen zwischen Hermann Göring, Darré und insbesondere Hjalmar Schacht (1933 bis 1939 Reichsbankpräsident und von 1934 bis 1937 Reichswirtschaftsminister), die Göring für sich entscheiden konnte. Göring, der mit der Durchführung des Planes beauftragt wurde, erhielt das Recht, in die Kompetenzen anderer Ministerien einzugreifen, so auch in das Landwirtschaftsministerium; laut Hitler war „er […] berechtigt, alle Behörden, einschließlich der obersten Reichsbehörden[…] mit Weisungen zu versehen.“ Göring richtete für die Organisation des Vierjahresplanes mehrere „Geschäftsgruppen“ ein, so auch die „Geschäftsgruppe Landwirtschaft“, zu dessen Leiter er Herbert Backe erklärte. Backe konnte ohne Richard Walther Darrés Zustimmung dem Landwirtschaftsministerium und dem Reichsnährstand Anweisungen erteilen. Maßnahmen, die Göring und Backe beschlossen, waren z. B. die Senkung des Düngemittelpreises, die Erhöhung des Preises für Landwirtschaftsprodukte, Reichsbeihilfen für die Anschaffung von Maschinen, Meliorationen, ein Verfütterungsverbot von Roggen, Verbot von Kornbrennen und eine Ablieferungspflicht für sämtliches Getreide außer dem Eigenbedarf. Des Weiteren konnte der Staat nun auch in die Bewirtschaftung von Höfen eingreifen, die keine Erbhöfe waren.
Durch diese Maßnahmen erhöhten sich die Erlöse der Landwirtschaft von 1936 bis 1939 um ein Viertel, der Düngemittelgebrauch stieg um ein Fünftel und die Ausgaben für Landwirtschaftsmaschinen wurden nahezu verdreifacht. Die Anzahl der Traktoren in Besitz deutscher Bauernhöfe belief sich 1939 auf 66.000; 1933 waren es noch 24.000 gewesen. Der Anbau stieg an, die Anbaufläche von Zuckerrüben betrug 1936 etwa 389.000 ha und 1939 schon 537.000 ha. Auch die Anbaufläche von Hanf steigerte sich um fast das Dreifache. Diese Steigerungen sind großteils auf das Budget zurückzuführen, welches die Geschäftsgruppe Landwirtschaft von der Vierjahresplanbehörde erhielt. In der ersten Fassung des Planes war der Landwirtschaft nur 3,1 Prozent des Budgets zugestanden worden, in der vierten Fassung 1937 bereits 16 Prozent der insgesamt 8,6 Milliarden. Allerdings ist bei diesen Zahlen zu berücksichtigen, dass das Bevölkerungswachstum zur gleichen Zeit etwa sieben Prozent betrug. Trotz dieser Fortschritte war die Landwirtschaft weiterhin auf Importe angewiesen, besonders bei Futtermitteln und Fetten.

## Agraraußenpolitik
Die Außenpolitik war schon in der Anfangszeit der Nationalsozialisten stark von landwirtschaftlichen Interessen geprägt. In Propagandareden wurde immer wieder auf den deutschen Platzmangel hingewiesen, und auf die vergleichsweise bessere Situation osteuropäischer Staaten verwiesen. Es sollte „Lebensraum“ und „Ergänzungsraum“ zur Verbesserung der Ernährungslage erobert werden. Darré war allerdings der Ansicht, dieses Ziel wäre mit den damals zur Verfügung stehenden Mitteln nicht zu erreichen, er sagte dazu:

„Notwendig ist in erster Linie, das Ziel erst einmal zu sehen und sich mit ihm zu beschäftigen. Ein solches politisches Ziel muß (sic!) auf den deutschen Bauernhöfen von Mund zu Mund weitergereicht werden, muß (sic!) auf unseren Bauernschulen eine selbstverständliche Grundlage des Unterrichts sein. Dann wird auch eines Tages das Volk demjenigen Staatsmann folgen, welcher die sich ihm bietenden Möglichkeiten ergreift, um unserem Volke ohne Raum den Raum nach Osten zu öffnen.“

Auch auf die Kriegsplanung hatten Überlegungen in Bezug auf die Landwirtschaft Einfluss. Der Einmarsch in die Tschechoslowakei wurde so festgesetzt, dass Landarbeiter nach der Ernte für die Armee verfügbar waren. Auch der Einmarsch in Polen war für die Nahrungsmittelversorgung bedeutend, da Polen eine Selbstversorgungsrate von nahezu 100 Prozent aufwies. Hitler griff dieses Thema auf seiner Rede am 8. März 1939 auf:

„Was Ungarn und Rumänien betrifft, so gehören sie ohne Frage in das lebenswichtige Gebiet Deutschlands. Der Fall Polen sowie auch angemessener Druck wird sie unzweifelhaft dazu bringen, klein beizugeben. Dann werden wir uneingeschränkte Kontrolle über die unermesslichen Quellen […] haben. Dasselbe kann von Jugoslawien gesagt werden.“

### Generalplan Ost
Der Generalplan Ost war ein von dem Agrarwissenschaftler und SS-Oberführer Konrad Meyer (1901–1973) erstellter Plan zur landwirtschaftlichen Umstrukturierung der eroberten osteuropäischen Gebiete zu Gunsten der deutschen Bevölkerung. Er war Grundlage für das Ostsiedlungsprogramm, welches die großflächige Umsiedelung Millionen Deutscher in die Ostgebiete vorsah, sowie die Deportation oder Ermordung der dortigen Bevölkerungen, die man als rassisch minderwertig ansah. Die benötigte Arbeitskraft für diese Projekte wollte das NS-Regime aus Zwangsarbeit beziehen, was einer der Auslöser für die massenhafte Deportation der europäischen Juden war. Der Generalplan Ost blieb aus Angst vor lokalem Widerstand, wie etwa auch die Wannseekonferenz, streng geheim. Von der Besiedelung der osteuropäischen Gebiete erhofften sich die Nationalsozialisten vor allem landwirtschaftliche Ressourcen, um in der Zukunft die Ernährung der „Herrenrasse“ – trotz der hohen Geburtenrate – zu sichern.
Gemäß diesem Plan sollten ungefähr 30 Millionen Menschen dem deutschen Expansionsstreben nach Ackerland zum Opfer fallen, und das, obwohl das Land im Vergleich zu Deutschland wesentlich dünner besiedelt war. Während Deutschland 1938 eine Bevölkerungsdichte von 135/km² hatte, kam die Sowjetunion auf nur 13/km². Man plante, den Schwerpunkt der europäischen Landwirtschaft in den Osten Europas zu verlagern. Nach dem Zweiten Weltkrieg sollten die Ostgebiete durch ökologische Landschaftsgestaltung fruchtbar gemacht werden. Bei deren Umsetzung sollte gemäß der „Allgemeinen Anordnung über die Gestaltung der Landschaft in den eingegliederten Ostgebieten vom 21. Dezember 1942“ vorgegangen werden.

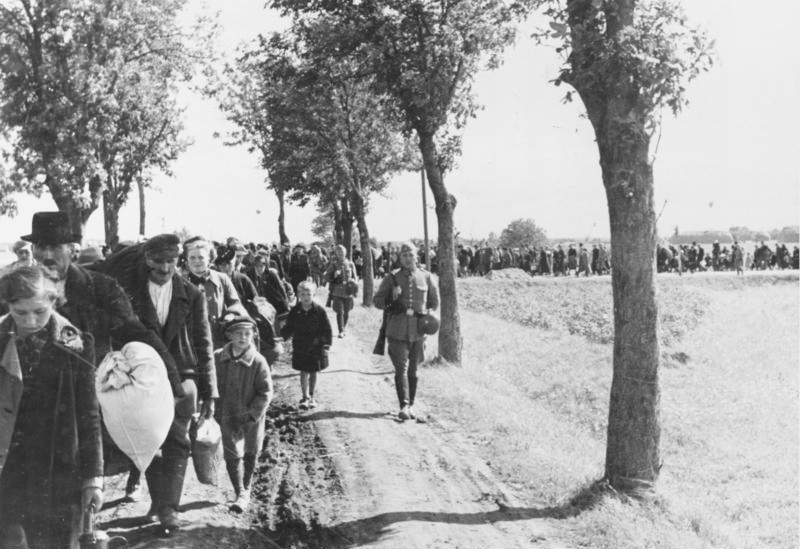
Zwangsweise Aussiedelung der polnischen Bevölkerung aus dem nach dem Überfall auf Polen annektierten „Warthegau“ (1939)

### Generalsiedlungsplan
Im Generalplan Ost war der „Generalsiedlungsplan“ enthalten, der die Umsiedelung von knapp 10 Millionen Deutschen innerhalb von 20 Jahren in den Osten vorsah. Die Grenzen Deutschlands sollten gegen Osten um etwa 1000 Kilometer erweitert werden. Aussagen Hitlers, die Wolga solle einmal Deutschlands Mississippi werden, orientierten sich stärker an der Besiedelung des amerikanischen Kontinents als an der historischen deutschen Ostsiedlung. Bei der Planung wurde besonders auf eine „gesunde Bodenverteilung“ Wert gelegt, der durchschnittliche Hof sollte 20–30 ha Land bewirtschaften, die drei Wirtschaftssektoren sollten sich idealerweise die Waage halten, siehe Tabelle:
| Bereich                              | Die Idealvorstellungen der SS | Reichsdurchschnitt 1933 |
| ------------------------------------ | ----------------------------- | ----------------------- |
| Landwirtschaftliche Berufszugehörige | 35                            | 21                      |
| Handwerk und Industrie               | 35                            | 39                      |
| Handel und Verkehr                   | 15                            | 17                      |
| Öffentliche Dienste                  | 7                             | 8                       |
| Andere                               | 8                             | 15                      |

Anm.: Alle Werte sind in Prozent angegeben.
Anhand der Tabelle ist zu erkennen, dass der Generalplan einzig und alleine die Bevölkerungsstruktur zugunsten der Landwirtschaft verändern wollte. Alle anderen Wirtschaftsbereiche sollten Arbeitskräfte frei machen.
Die Ziele des Generalsiedlungsplans waren nur nach einem gewonnenen Krieg zu erreichen. Insgesamt sah der Plan eine Summe von 67 Mrd. RM für die Umsetzung vor, etwa 2/3 des damaligen Bruttoinlandsproduktes des Dritten Reiches. Ein gewaltiger Zufluss an Privatkapital wurde dafür erwartet. Der Bedarf an Arbeitskräften für die Umsetzung des Planes wurde auf 400.000 bis 800.000 Menschen geschätzt, davon 175.000 Zwangsarbeiter. In den Konzentrationslagern des Reiches waren Anfang 1941 jedoch „nur“ 60.000 Menschen eingesperrt. Wegen der für die Bauvorhaben zu geringen Anzahl an Häftlingen wurde im September 1941 der Bau zweier weiterer Lager beschlossen, das KZ Majdanek und das KZ Auschwitz, welche beide zusammen eine Kapazität von 275.000 Personen hatten.
Die weitere militärische Entwicklung machte die Umsiedelungspläne des Generalplans Ost obsolet. Nach der Entstehung des Planes und der Ostsiedlungsprojekte 1941/1942 wurde die massenhafte Deportation und Ermordung der europäischen Juden in Zusammenhang mit der Wannseekonferenz Anfang 1942 auf eine systematische Grundlage gestellt. Bereits im Vorfeld wollte das Reichsministerium für die besetzten Ostgebiete wirtschaftliche Belange gegenüber den „Judenexekutionen“ „grundsätzlich unberücksichtigt“ wissen.

### Der Hungerplan

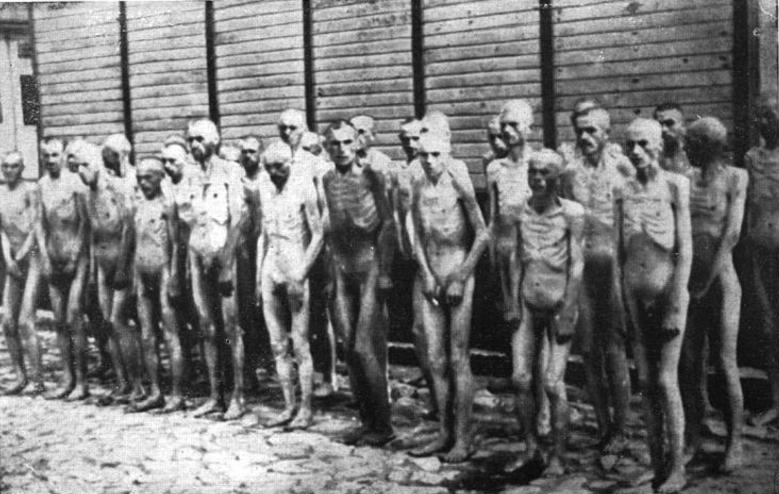
Ausgehungerte sowjetische Kriegsgefangene im KZ Mauthausen

Der Hungerplan, auch Backe-Plan genannt, wurde 1941 von Herbert Backe ausgearbeitet. Er zielte darauf ab, die ukrainischen Getreideüberschüsse dem Reich zuzuführen und die Sowjetunion dadurch in Versorgungsschwierigkeiten zu bringen. Dabei wurde der Tod von bis zu 30 Millionen Menschen erwartet und in Kauf genommen. Die Aufzeichnungen von General Georg Thomas vom Wehrwirtschafts- und Rüstungsamt des OKW belegen, dass alle Beteiligten wussten, welches Ausmaß an Menschenleben diese Entscheidung fordern würde. Wegen militärischer und sicherheitstechnischer Probleme wurde der Plan nur teilweise, großteils bei Juden und Kriegsgefangenen, durchgeführt. In den meisten besetzten Großstädten wurden ihnen Rationen von, wenn überhaupt, 420 kcal zugebilligt. Soldaten hatten knapp das zehnfache zur Verfügung. Die wahrscheinlich größte Opfergruppe des Hungerplanes waren die sowjetischen Kriegsgefangenen. Von den insgesamt 5,7 Millionen gefangenen sowjetischen Soldaten kamen bis Kriegsende 3,3 Millionen zu Tode; zwei von drei Millionen schon im ersten Kriegsjahr in Gefangenschaft geratene Rotarmisten starben bis zum Frühjahr 1942, die meisten von ihnen verhungerten. Dem Yale-Historiker Timothy Snyder zufolge „lag die bewusste Absicht vor, sie den Hungertod sterben zu lassen. Wäre der Holocaust nicht gewesen, man würde sich dessen als des schlimmsten Kriegsverbrechens der Neuzeit erinnern.“

### Handelspolitik
Die Wirtschafts- und Handelspolitik der NS Regierung war auf Autarkie in einem europäischen Großraum ausgerichtet. Zu Beginn des Zweiten Weltkriegs lag die Selbstversorgungsrate, NS-Angaben zufolge, bei 84 Prozent. 1927 waren es noch 65 Prozent gewesen. Der niedrige Anteil in der Weimarer Republik war unter anderem auf den Handelsaustausch mit Übersee zurückzuführen. Nach Hjalmar Schachts „Neuem Plan“ sollte der Handelsschwerpunkt in europäische Nationen verlagert werden, die im Konfliktfall eine blockadesichere Zufuhr von Nahrungsmitteln und Rohstoffen durch Verträge garantierten sollten. Nach dem Anschluss Österreichs (März 1938) grenzte Deutschland an Südosteuropa und hatte damit optimale Bedingungen für umfangreiche Handelsverträge. In der Zeit zwischen der Besetzung des Sudetenlands im Rahmen des Münchner Abkommens vom Herbst 1938 und der Okkupation der „Rest-Tschechei“ profitierte Deutschland von Rohstoffhandelsverträgen und Deviseneinkünften der früheren Tschechoslowakei, für die die im Gegensatz zu Deutschland die Meistbegünstigungsklausel galt.
1939 wurde der Deutsch-Sowjetische Wirtschaftsvertrag über sowjetische Rohstofflieferungen an das Deutsche Reich als Vorstufe zum Molotow-Ribbentrop-Pakt ausgehandelt. Dabei wurden im Gegenzug für sowjetische Bestellungen für Maschinen, Güter und Devisen große Mengen Rohstoffe aus der Sowjetunion geliefert, davon allein 1.000.000 t Weizen und Gemüse im Wert von 120 Millionen Reichsmark. Der Vertrag wurde von beiden Seiten bis zum Überfall auf die Sowjetunion 1941 erfüllt.
Deutschland band sich nach der Machtübernahme der Nationalsozialisten handelspolitisch stärker an Südosteuropa (siehe Tabelle):
| Lebensmittel | 1932    | 1938    |
| ------------ | ------- | ------- |
| Fleisch      | 7531    | 30.031  |
| Getreide     | 368.271 | 673.737 |
| Ölfrüchte    | 23.519  | 68.988  |
| Obst         | 78.114  | 129.704 |
| Gemüse       | 10.751  | 19.563  |
| Gesamt       | 488.186 | 922.023 |

Die Abbildung bezieht sich auf Ungarn, Rumänien, Bulgarien und Jugoslawien, alle Angaben sind in Tonnen angegeben.
Die Agrar- und Ernährungspolitik blieb auf grenzüberschreitenden Handel ausgerichtet und angewiesen.
| Lebensmittel          | Selbstversorgungsrate |
| --------------------- | --------------------- |
| Getreide              | -7424                 |
| Zucker                | -190                  |
| Obst, Gemüse, Früchte | -1482                 |
| Ölkuchen              | -4019                 |
| Öle und Fette         | -1472                 |
| Fleisch               | +6                    |
| Speck und Schmalz     | +58                   |
| Butter                | +175                  |
| Käse                  | +19                   |
| Eier In Mrd. Stück    | +1967                 |

Importbedarf (-) beziehungsweise Exportüberschuss (+) an Agrarprodukten im Deutschen Reich in 1000 Tonnen, 1939
Die Fehlbeträge bei den Lebensmitteln wurden nach Kriegsbeginn zu einem Großteil von den besetzten Gebieten als Kriegsreparationen eingefordert. Inwieweit diese Forderungen umgesetzt wurden, zeigt die Exportstatistik Frankreichs in das Dritte Reich, siehe Tabelle.
| Lebensmittel    | Forderung Reichsmarschall | Geliefert |
| --------------- | ------------------------- | --------- |
| Brotgetreide    | 800.000                   | 666.234   |
| Futtergetreide  | 600.000                   | 540.014   |
| Fleisch         | 220.000                   | 163.312   |
| Fett            | 24.000                    | 18.626    |
| Kartoffeln      | 400.000                   | 369.913   |
| Käse            | 12.000                    | 9.905     |
| Gemüse und Obst | 424.000                   | 171.308   |

Angaben in Tonnen, Wirtschaftsjahr 1943/44
Der Exportstatistik zufolge wurde selten die geforderte Menge an Nahrungsmitteln geliefert, unter anderem da die französische Landwirtschaft nicht einmal produktiv genug war, um Frankreich ohne Importe zu versorgen. Da auch das Dritte Reich und die Wehrmacht beliefert werden mussten, kam es zum Teil zu erheblichen Versorgungsmängeln der französischen Städte.

## Das Reichserbhofgesetz
Im Herbst 1933 wurde das Reichserbhofgesetz erlassen, das nicht nur das Ziel hatte die Landwirtschaft möglichst zu optimieren, sondern auch die nationalsozialistische Ideologie im deutschen Recht verankern sollte. Richard Walther Darré verkündete dazu:

„Die Bauernhöfe sollen vor Überschuldung und Zersplitterung im Erbgang geschützt werden, damit sie dauernd als Erbe der Sippe in der Hand freier Bauern verbleiben. Es soll auf eine gesunde Verteilung der landwirtschaftlichen Besitzgrößen hingewirkt werden, da eine große Anzahl lebensfähiger kleiner und mittlerer Bauernhöfe, möglichst gleichmäßig über das ganze Land verteilt, die beste Gewähr für die Gesunderhaltung von Volk und Staat bildet.“

Verkündet wurde das Gesetz auf dem ersten Reichserntedankfest am 1. Oktober 1933. Anders als etwa bei der Mitgliedschaft im Reichsnährstand war der Bauer nicht verpflichtet, seinen Hof als Erbhof eintragen zu lassen. Ein landwirtschaftlicher Betrieb konnte nur Antrag auf Erbhofrolle stellen, wenn er nicht kleiner als 7,47 ha war (die Größe, die im Allgemeinen ausreichend war, um eine bäuerliche Familie zu ernähren), und nicht größer als 125 ha. Abweichungen waren möglich, bedurften aber einer Genehmigung. Auch Ernennungen ehrenhalber waren möglich, so zum Beispiel beim Gut Hindenburgs.

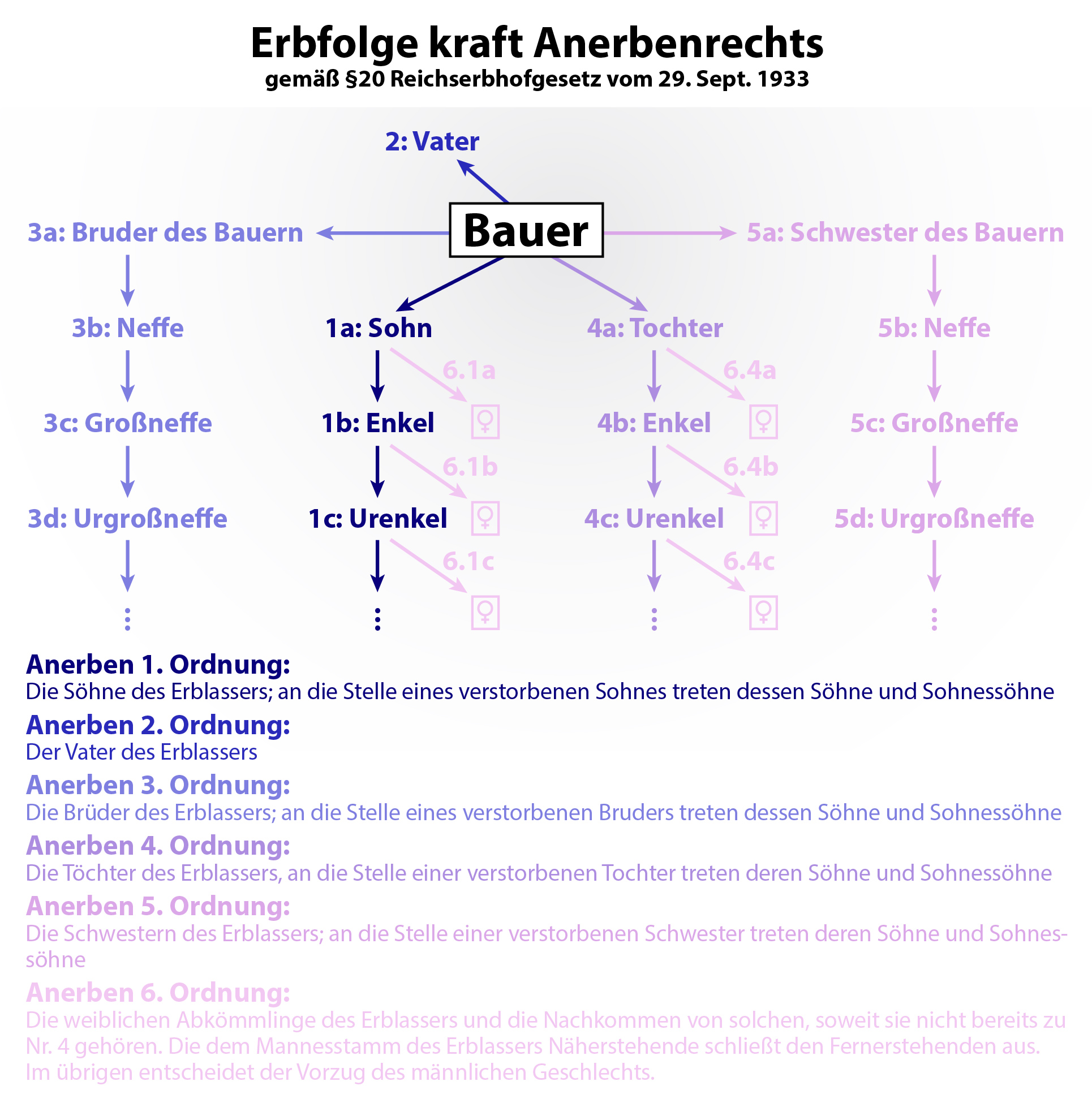
Die Anerbeordnung.

Besitzer des Erbhofs mussten „deutsch oder stammesgleichen Blutes“, deutscher Staatsbürger, „ehrbar“ und anfänglich männlich sein, erst ab 1943 wurden Frauen zugelassen. Der Begriff „ehrbar“ wurde so interpretiert, dass Juden, Menschen mit Behinderungen und andere von den Nazis als nicht lebenswürdig eingestufte Personen davon ausgeschlossen wurden. Die tatsächliche Zahl der Juden in der Landwirtschaft war gering, doch hatte das Gesetz auch eine ideologische Wirkung: Seit Einführung des Gesetzes durften sich nur mehr Besitzer von Erbhöfen Bauern nennen; alle anderen landwirtschaftlichen Betriebsbesitzer mussten sich Landwirt nennen. Damit konnte man unter anderem die politische Zuverlässigkeit feststellen, außerdem wurde der Erbhofbauer damit symbolisch über die Landwirte gestellt. Des Weiteren war der Erbhof „unveräußerlich“, er konnte also weder verpfändet, noch als Sicherheit bei Krediten angegeben werden. Damit bezweckte man, dem Hof den „kapitalistischen Warencharakter“ zu nehmen. Da diese Regelung jedoch nahezu keine Investitionsmöglichkeit für den Bauern offenließ, wurde durch speziell einberufene Anerbegerichte entschieden, ob in manchen Fällen der Hof doch als Kreditsicherheit gelten durfte. Die Erbbauern wurden verpflichtet, die neue Regelung des Erbrechts anzuerkennen. Dieses Erbrecht stand in Bruch mit der traditionellen Vererbung, denn es stand dem Bauern nicht mehr frei, seinen Besitz nach eigenem Gutdünken an seine Nachkommen zu verteilen. Die Erbfolge war von nun an genau festgelegt und konnte nicht mehr zum Beispiel per Testament bestimmt werden; siehe Abbildung rechts.
Durch dieses Erbrecht wollte man verhindern, dass ein Hof unter die Nachkommen des Bauern aufgeteilt, also zersplittert und damit wirtschaftlich instabil wurde. Dass bei diesem neuen Erbgesetz viele Nachkommen benachteiligt wurden, versuchte man dadurch zu kompensieren, dass der Erbe ihnen Erziehung und Ausbildung zur Verfügung stellen musste und ihnen ebenso „Heimatzuflucht“ gewähren musste, falls sie ohne eigenes Verschulden in Not geraten waren. Die fixe Anerbeordnung hielt viele Landwirte davon ab, ihren Hof als Erbhof eintragen zu lassen. In Regionen, in denen die Erbteilung gebräuchlich war, etwa Süd- und Westdeutschland, war das Gesetz sehr unpopulär. Doch auch in Gegenden, in denen das Anerberecht vorherrschend war, etwa Norddeutschland, waren die Bauern nicht zufrieden mit dem Gesetz, da es als von oben herab diktiert empfunden wurde; ohne Absprache mit den Bauern sei ihnen ihr Recht abgesprochen worden, über ihren eigenen Besitz frei zu entscheiden. Erst nachdem das Gesetz mehrmals abgeändert wurde, um die Bauern zu beschwichtigen, etwa durch die Schaffung der sogenannten Anerbengerichte, wurde es von einem Großteil der Bauern akzeptiert.
Das Reichserbhofgesetz war nicht frei von Bürokratie und juristischem „Kleinkram“: Man musste zunächst zu einem Notar, um einen Antrag zu stellen; der Hof musste sodann als Erbhof ins Grundbuch eingetragen werden, wobei drittens verschiedene Bedingungen erfüllt sein mussten – das alles kostete Zeit und Geld. 1939 waren von insgesamt 3.198.563 land- und forstwirtschaftlichen Betrieben 689.625 Betriebe als Erbhöfe gemeldet. Der Anteil der Erbhöfe bei den Betrieben lag bei nur 21,6 Prozent, doch diese Erbhöfe bewirtschafteten über 38 Prozent des gesamten Agrar- und Forstlandes. Der größte Anteil der Erbhöfe lag im Größenbereich von 10 bis 15 ha, dem von den Nationalsozialisten als ideal angesehenen Größenmaß. Gleich darauf folgten die Höfe zwischen 25 und 50 ha, die alleine fast 30 Prozent der Erbhoffläche besaßen. Es waren 21.000 Höfe gemeldet, die außerhalb der Größennorm lagen, also kleiner als 7,5 oder größer als 125 ha waren.

## Der Reichsnährstand

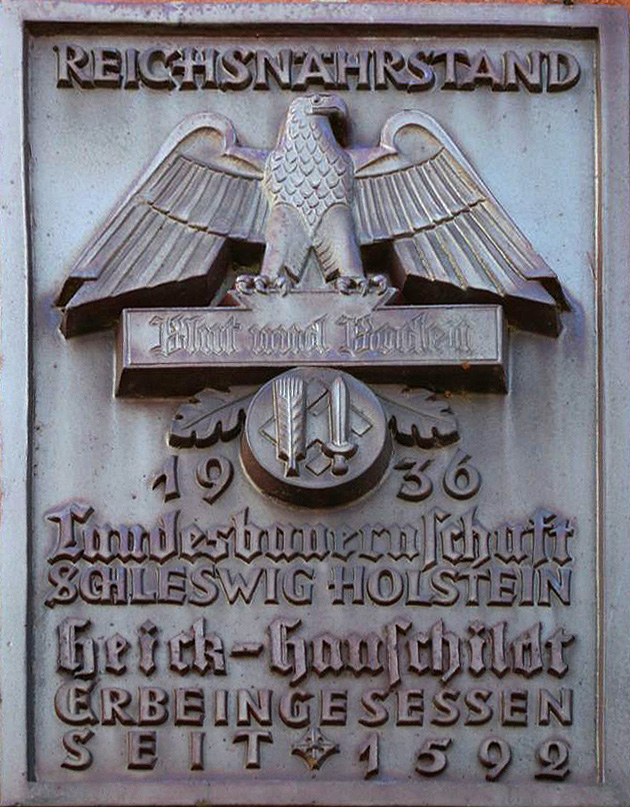
Schild eines von der Landesbauernschaft Schleswig-Holstein ausgezeichneten Erbhofes

Am 13. September 1933 wurden alle landwirtschaftlichen Betriebe Deutschlands obligatorisch zu einer der bis dato größten Organisationen beziehungsweise Berufsvertretungen in Deutschland zusammengefasst, dem sogenannten Reichsnährstand (RNS), an dessen Spitze der Reichsbauernführer Richard Walther Darré stand.
Nicht nur Bauern, sondern alle Betriebe und Personen, die mit der Bearbeitung, Verarbeitung und dem Handel landwirtschaftlicher Erzeugnisse zu tun hatten, wurden im RNS zusammengeschaltet, wodurch ihm enormer Einfluss über die gesamte Landwirtschaft und Ernährung in Deutschland zuteilwurde. Jeder Hofbesitzer musste jährlich 2 Reichsmark pro 1000 Reichsmark Einheitswert abgeben. Dem Reichsnährstand unterstanden 20 Landesbauernschaften, diesen unterlagen 521 Kreisbauernschaften und diesen wiederum 50.153 Ortsbauernschaften. Die Mitgliederzahl belief sich 1934 auf über 12 Millionen Personen, insgesamt fast 40 Prozent der deutschen Arbeitskräfte. Vom Gesamtumsatz aller Mitglieder mit 30 Mrd. Reichsmark jährlich war der RNS die größte Wirtschaftseinheit der Welt. Das zugehörige Ministerium hatte zu Spitzenzeiten über fast 2.000 Beschäftigte, der gesamte Mitarbeiterstab belief sich auf 20.000 Personen.
Der RNS kontrollierte Preise und Erzeugung. Anfänglich wurde dieses System nur bei Weizen und Roggen angewandt und bis 1936 auf jedes wichtige Landwirtschaftsprodukt ausgeweitet. Das Gesetz zur Sicherung der Preise für inländisches Getreide vom 26. September 1933 verordnete feste Erzeugerpreise. Dies garantierte dem Landwirt stabile, vom Markt unabhängige Umsätze. Das Einkommen der Bauern war bis 1935 um mehr als ein Viertel gestiegen, während die Steuern sanken, die die Hofbesitzer abführen mussten. Die Preise für landwirtschaftliche Erzeugnisse in Deutschland waren im Ergebnis nahezu doppelt so hoch wie auf dem Weltmarkt. Teile des Reichsnährstandes überdauerten das Ende des Zweiten Weltkrieges; offiziell wurde der Reichsnährstand erst im Januar 1948 komplett aufgelöst.

## Die Erzeugungsschlacht
Unmittelbar nach der Machtübernahme der NSDAP wuchsen die Erträge der Landwirtschaft: Es gab eine Steigerung von 22,8 Mio. Tonnen Getreide im Jahr 1931 auf 24,3 Mio. Tonnen im Jahr 1933. 1934 sanken jedoch die Ernteerträge unter anderem wetterbedingt zum Teil um bis zu 20 Prozent, was den nationalsozialistischen Autarkiebestrebungen von Importen entgegenlief. Um die Landbevölkerung für die Ziele der NS-Agrarpolitik zu motivieren, rief Richard W. Darré auf dem zweiten Reichserntedankfest am 30. September 1934 vor ungefähr 700 000 Teilnehmern zur sogenannten „Erzeugungsschlacht“ auf, eine Kriegsrhetorik, die in immer mehr Gesellschaftsbereichen übernommen wurde. Entwickelt wurde das Konzept von Herbert Backe, dem damaligen Staatssekretär für Ernährung und Landwirtschaft. Es gemahnte vor allem an die „Verantwortung der Bauern gegenüber der deutschen Bevölkerung“, um die Bauern zu einer gesteigerten Produktivität zu motivieren und die Nahrungsautarkie zu erreichen. Der Reichsnährstand publizierte einen Monat nach der Ankündigung die 10 Gebote der Erzeugungsschlacht, die die Bauern vor allem zur effizienten Nutzung bereits vorhandener Ressourcen anregen sollte.
1. Nutze Deinen Boden intensiv: Das raumarme Deutschland kann sich Extensität nicht leisten.
2. Dünge mehr und dünge richtig! Wo mehr wachsen soll, werden auch mehr Stoffe verbraucht.
3. Verwende stets einwandfreie Saat.
4. Wirtschafte vielseitig und vermeide die Einseitigkeit im Anbau; denn Vielseitigkeit ist Sicherheit, Einseitigkeit aber Unsicherheit im Ertrag für Dich und das deutsche Volk.
5. Wirtschafte vielseitig, vermeide aber die Vergrößerung der Anbaufläche der Früchte, die das deutsche Volk nicht braucht und die in Deinem Betrieb unsichere Ernten geben.
6. Baue Grünfutter als Zwischenfrucht, so sparst Du Kraftfutter und das Volk Devisen.
7. Verbessere Deinen Boden durch Meliorationen. Wandle Ödland in Nutzland.
8. Halte nur soviel Vieh, wie Du mit wirtschaftseigenem Grünfutter ernähren kannst.
9. Halte Leistungstiere und nicht leistungsunfähige Fresser.
10. Halte Schafe (Anm.: Schafeshaltung sollte für Wollautarkie sorgen)! Auch Du läßt (sic!) wirtschaftseigenes Futter auf Feldrainen, Wegen und auf der Stoppel für Dich und Deutschland verkommen. Erzeuge mehr aus Deinem Boden, verwerte das Erzeugte sparsam und richtig durch Dein Vieh – dann, deutscher Bauer, dienst Du Deinem Volk und Deiner Zukunft. Wieder geht es um Sein und Nichtsein Deines Volkes und damit auch um Dich. Darum zögere nicht: handle![dm 13]

Das Konzept der Erzeugungsschlacht war schon 1925 von dem italienischen Diktator Benito Mussolini verwendet worden, er rief jedoch nur zur „Weizenschlacht“ auf. Vorerst war die Erzeugungsschlacht als einmalige Propagandaaktion gedacht, doch nach einer weiteren schlechten Ernte 1935, die zum Teil sogar die Ernte von 1934 unterbot, beschloss man sie weiterzuführen, und von da an hieß jede Ernte „Erzeugungsschlacht“. Nach Beginn des Zweiten Weltkrieges wurde die Erzeugungsschlacht zur „Kriegserzeugungsschlacht“ erweitert, die sich jedoch kaum von den bisherigen Geboten der Erzeugungsschlacht unterschied.

## Ernährungslage in Deutschland
Wie wichtig eine ausreichende Ernährung für eine zufriedene Bevölkerung war, leiteten die Machthaber im Dritten Reich vor allem aus ihren eigenen Erfahrungen aus dem Ersten Weltkrieg ab. Herbert Backe schrieb dazu, dass „der Weltkrieg 1914/18 […] nicht an der Front verloren (wurde), sondern in der Heimat, weil die Ernährungswirtschaft […] versagte. Sie musste versagen, denn die deutsche Landwirtschaft war nicht leistungsfähig genug, den erhöhten Ansprüchen genügen zu können.“
Ein Agrarpolitiker des Dritten Reiches meinte, dass „die Ausstattung einer Wehrmacht mit Nahrungsmitteln an Wichtigkeit nichts der Ausstattung mit Munition nachsteht.“ Um einen Kollaps der Zivilbevölkerung vorzubeugen, leiteten die Nationalsozialisten schon sehr früh Maßnahmen in die Wege, um die Ernährung des deutschen Volkes zu sichern.

### Vor dem Krieg
Nach der Machtübernahme der NSDAP waren die Ernteerträge über Bedarf und der RNS konnte Vorräte anlegen. Doch von 1934 bis 1937 sanken die Ernteerträge so stark ab, dass man in Deutschland von einer „Ernährungskrise“ sprach. Dazu kam, dass die Löhne nicht stiegen, die Preise für Lebensmittel jedoch offiziell um acht Prozent, wahrscheinlich sogar mehr als das anstiegen. Nachdem der Reichsnährstand 1934 zur Erzeugungsschlacht aufrief, konnten zwar kurzweilig die Importe gesenkt werden, um die raren Devisen für die Rüstungsindustrie zu verwenden, der Verbrauch blieb jedoch gleich und so kam es erstmals zu einer ernstzunehmenden Nahrungsmittelknappheit. Im Herbst 1935 und Januar 1936 wurden Lebensmittel wie Butter, Eier, Fleisch und Fett knapp und teurer, und in den Großstädten musste man an Lebensmittelhandlungen anstehen.
In Relationen gesetzt: Ein Facharbeiter verdiente 1936 durchschnittlich 78,5 Pfennig in der Stunde. Für 500 g Gouda-Käse zahlten die Verbraucher 1,40 RM, für die gleiche Menge Speiseöl und Salami 1,30, für Kaffee sogar 2,50 und für 1 kg Butter 3,10 RM. Bier war mit 88 Pfennig pro Liter vergleichsweise günstig. Das Hauptnahrungsmittel der Deutschen waren Kartoffeln, von denen 5 Kilo für nur 50 Pfennig zu haben waren. Insgesamt dürfte der durchschnittliche Deutsche ungefähr die Hälfte seines gesamten Haushaltsbudgets für Nahrungsmittel und Getränke aufgebraucht haben.
Die Berliner Polizei meldete, dass in der Folge der Zorn der Bevölkerung auf die Regierung und ihre Preispolitik 1935 beunruhigend groß war, kommunistische Äußerungen wurden getätigt und der Hitlergruß wurde großteils nicht verwendet. Die Nahrungsversorgung der Bevölkerung war also wichtig, um das Regime an der Macht zu halten. Allerdings nahm man an, dass die Zuteilung von Lebensmittelkarten die Stimmung der Bevölkerung noch weiter verschlechtert hätte.
Im Oktober 1935 und erneut im Frühjahr 1936 bewilligte Hitler daher eine Steigerung der Bereitstellung von Devisen für landwirtschaftliche Produkte, hauptsächlich für Fette, was die Versorgungsprobleme zumindest teilweise milderte. Trotzdem waren diese Devisen immer noch weit unter dem Niveau der Weimarer Republik, die nahezu das Doppelte an Devisen für Nahrungsimporte bereitgestellt hatte. In der Folge wurden ab 1934 viele Propagandaaktionen für den sparsamen Gebrauch von Lebensmitteln eingeführt. In Zeitungen erschienen etwa Kochrezepte und Speisepläne, bestehend aus ausschließlich inländischen Produkten. Es wurde zum Beispiel die Umstellung von Fleisch auf Fisch gepriesen, da für die Tierhaltung viele pflanzliche Futtermittel bereitgestellt werden mussten, sowie der Verzehr von Kartoffeln, „Volksbrot“ und Sauerkraut empfohlen. Fleischwaren waren meist so teuer, dass sie in durchschnittlichen Haushalten nur gelegentlich konsumiert wurden, worauf auch der rückläufige Viehbestand hinweist, siehe Tabelle. Dem Verderb von Lebensmitteln wollte man mit Parolen wie „Kampf dem Verderb“ begegnen, da Schätzungen zufolge der deutschen Volkswirtschaft jährlich 1,5 Mrd. RM an Schaden durch verdorbene Lebensmittel entstand.
| Dt. Reich | Pferde | Rinder | Schweine |
| --------- | ------ | ------ | -------- |
| 1933      | 3.408  | 19.811 | 24.014   |
| 1934      | 3.370  | 19.266 | 23.298   |
| 1935      | 3.390  | 18.938 | 22.827   |
| 1936      | 3.410  | 20.088 | 23.892   |
| 1937      | 3.434  | 20.504 | 23.847   |
| 1938      | 3.446  | 19.934 | 23.567   |
| 1939      | 3.023  | 19.948 | 25.240   |
| 1940      | 3.093  | 19.663 | 21.578   |

Alle Angaben sind auf 1.000 Stück bezogen.
Seit 1938, kurz vor dem Einmarsch in die Tschechoslowakei, begann der RNS Lebensmittelvorräte anzulegen, um die Versorgung der zivilen Bevölkerung ebenso wie die der Wehrmacht im Kriegsfall zu garantieren. Schon seit 1934 hatte der RNS den Bau von Getreidespeichern und Lagerhäusern gefördert. Im Februar 1939 gab es insgesamt 4700 Getreidespeicher in Deutschland mit einem Gesamtvolumen von 25 Millionen Tonnen. Der Reichsnährstand hatte 1939 8,8 Millionen Tonnen Getreide gelagert, genug um die deutsche Bevölkerung über ein Jahr lang mit Brot zu versorgen. Die gespeicherten Vorräte hielten, laut Reichsministerium für Landwirtschaft und Ernährung, nur bis 1942, bedingt durch die schlechten Ernten 1940 und 1941. Die Ernährungskrise bedrohte allerdings nicht die Existenz der Deutschen; die Ernteerträge konnten erst nach Kriegsbeginn die Binnennachfrage nicht mehr decken, siehe Tabelle.
Insgesamt hatten die Ungleichgewichte in der Preispolitik, die unter anderem durch den RNS hervorgerufen worden waren, eine negative Wirkung auf die Zustimmung der Bevölkerung zum NS-Regime.
| Dt. Reich                      | 1933 | 1934 | 1935 | 1936 | 1937 | 1938* | 1939* | 1940* | 1941* | 1942* | 1943* |
| ------------------------------ | ---- | ---- | ---- | ---- | ---- | ----- | ----- | ----- | ----- | ----- | ----- |
| Getreideernte                  | 24,3 | 20,3 | 21,0 | 20,9 | 21,1 | 29,6  | 27,5  | 24    | 23,6  | 22,7  | 23,9  |
| Binnenverbrauch                | 20,3 | 18,8 | 20,4 | 19,5 | 19,1 | 25,1  | 27,9  | 27,7  | 24,9  | 24,2  | 25    |
| Nettoimport                    | −0,4 | 1,1  | 0,0  | 1,2  | 1,6  | 2,5   | 2,1   | 2,2   | 3,0   | 5,1   | 4,6   |
| Lagerbestände bei Jahresbeginn | 2,0  | 3,1  | 3,4  | 1,7  | 2,0  | 4,8   | 8,8   | 7,5   | 3,1   | 1,8   | 2,5   |

Alle Angaben sind in Millionen Tonnen
*Großdeutsches Reich nach Expansionspolitik

### Während des Krieges
Deutschland konnte wenige Wochen vor dem Krieg eine Selbstversorgungsrate von 83 Prozent aufweisen, was zwar eine deutliche Steigerung gegenüber den 68 Prozent von 1928 ausmachte, aber immer noch nicht ausreichend war, um sich vor einer etwaigen Handelsblockade der Alliierten zu schützen. Das deutsche Regime führte folglich Lebensmittelkarten ein, die fast den ganzen Krieg über in Verwendung waren. Unmittelbar nach Kriegsbeginn wurde Brot, Fleisch, Fett, Käse, Milch, Zucker, Marmelade und Eier rationiert, ab 1942 auch Kartoffeln; während Gemüse, Obst, Fisch und Geflügel eher gelockerten Verbrauchsregeln unterlagen. Die Zuteilung erfolgte über die Ernährungsämter, welche die Lebensmittelkarten an die Gemeinden und über diese an die Bevölkerung ausgab. Dabei kann man die Empfänger dieser Rationierungen grob in 3 Gruppen einteilen: Die Zivilbevölkerung, die Wehrmacht und Zwangsarbeiter. Bei der Zivilbevölkerung wurden Ausnahmen bei Schwerarbeitern, Schwerstarbeitern, schwangeren oder stillenden Frauen, Kindern und Kranken gemacht. Die Lebensmittelausgabe für Soldaten entsprach 1939 4000 kcal, die der Zivilisten 2570 kcal. Im internationalen Vergleich waren die Rationen Deutschlands hoch, siehe Tabelle, was allerdings eher auf eine kritische Versorgungslage in den anderen europäischen Ländern hindeutet als auf eine gute Versorgung des Deutschen Reiches. Bei Kriegsgefangenen – jedenfalls den sowjetischen – und Juden, die nicht arbeiteten, wurde die Rationierung unregelmäßig abgegeben. Bis zum 1. Februar 1942 waren von 3,2 Millionen sowjetischen Kriegsgefangenen 2 Millionen umgekommen, also knapp über 60 Prozent. Zum Vergleich: Im Ersten Weltkrieg kamen von 1,4 Millionen gefangenen Russen 5,4 Prozent um.
| Länder      | 1941 | 1942 | 1943 | 1944 |
| ----------- | ---- | ---- | ---- | ---- |
| Deutschland | 1990 | 1750 | 1980 | 1930 |
| Italien     | 1010 | 950  | 990  | 1065 |
| Belgien     | 1360 | 1365 | 1320 | 1555 |
| Protektorat | 1690 | 1785 | 1920 | 1740 |
| Finnland    | 1940 | 1491 | 1630 | 1780 |
| Frankreich  | 1365 | 1115 | 1080 | 1115 |
| Baltikum    | –    | 1305 | 1305 | 1420 |
| Niederlande | 2050 | 1825 | 1765 | 1580 |
| Norwegen    | 1620 | 1385 | 1430 | 1480 |
| Polen       | 845  | 1070 | 855  | 1200 |

Da die Versorgung der Bevölkerung mit ausreichender Nahrung wichtig für das Regime war, wurde die Ernährungsproblematik unmittelbar in die Kriegsüberlegungen miteinbezogen. Silos wurden von Göring zum Beispiel als „unmittelbar kriegswichtig“ eingestuft. 1940 kam die militärische Führung zu dem Schluss, dass die Versorgung aus eigenen Mitteln höchstens noch ein Jahr erhalten bleiben konnte. Doch allein die 3 Millionen deutsche Soldaten im Unternehmen Barbarossa (Russlandfeldzug) zu versorgen, war schon zu viel für die deutschen Vorräte. Herbert Backe arbeitete deshalb mit Hermann Göring einen Plan aus, nach dem das gesamte deutsche Ostheer angewiesen wurde, sich „aus dem Land zu ernähren“. Dieser Plan konnte nur teilweise umgesetzt werden, weshalb Backe schließlich monatliche Lieferungen von Grundnahrungsmitteln an die Wehrmacht schickte. Die Priorität bei der Ernährung lässt sich sehr gut mit einem Zitat Görings unterstreichen: „Wenn gehungert wird, dann hungert nicht ein Deutscher, sondern ein anderer.“
Kaum ein Deutscher starb bis Kriegsende an Unterernährung. Erst während und nach dem Kriegsende kam es zu Versorgungsengpässen, die jedoch nach und nach durch alliierte Hilfslieferungen beseitigt werden konnten. Die Versorgungsengpässe waren vor allem dadurch entstanden, dass während des Krieges alle verfügbaren Ressourcen in die Rüstungsindustrie investiert wurden. So ließ etwa die Produktion von landwirtschaftlichen Maschinen von 1939 bis 1944 um bis zu 90 Prozent nach, und Kunstdünger wurde zunehmend zur Mangelware, da für dessen Herstellung derselbe Stickstoff gebraucht wurde wie für die Pulverproduktion. Im Februar 1945 hatte das Finanzministerium in Berlin eine Ausbreitung des „Schwarzen Marktes“ festgestellt, „die es bisher nur in den Ländern gab, die kurz vor dem Zusammenbruch standen.“ 1944/45 wurde die gesamte Kontrolle über die Zugmaschinenproduktion vom Reichsministerium für Landwirtschaft und Ernährung an Albert Speer übertragen, der die Produktion umgehend einstellte, leichtmotorisierte Fahrzeuge ausgeschlossen. Des Weiteren wurden der Bevölkerung immer mehr Pferde entzogen, die auf dem Land immer noch einen Großteil der Arbeitskraft verrichteten. 1946/1947 konnte nur mehr die Hälfte der Bevölkerung aus eigenen Erzeugnissen ernährt werden.

## Arbeitskräftemangel in der Landwirtschaft
Im Landwirtschaftssektor rekrutierte die Wehrmacht allein an die 750.000 Männer, was für besonders hohen Arbeitskräftemangel sorgte.

### Die Situation vor Kriegsbeginn
In der Landwirtschaft hatten bereits vor Kriegsbeginn ausländische Saisonarbeiter gearbeitet, insbesondere aus Polen, 1937 wurden 10.000 Personen zugelassen, 1939 schon 90.000. Des Weiteren wurden mit mehreren europäischen Staaten Abkommen zum Arbeitskräfteaustausch abgeschlossen. 1939 beschäftigte Deutschland auf Basis dieser Abkommen unter anderem 37.000 Italiener, 15.000 Jugoslawen, 12.000 Ungarn und 5.000 Bulgaren als Saisonarbeiter, In Österreich gab es im Sommer 1938 etwa 400.000 Arbeitslose. Diese standen der deutschen Wirtschaft nach dem „Anschluss“ Österreichs ebenfalls zur Verfügung und etwa 100.000 von ihnen wurden in der Folge zur Arbeit im Gebiet des „Altreichs“ verpflichtet. Etwa dieselbe Anzahl wurden nach der Zerschlagung der Tschechoslowakei aus dem „Protektorat Böhmen und Mähren“ angeworben.

### Zwangsarbeit und Kriegsgefangene

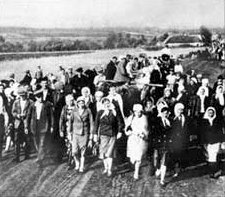
Deportation aus Cherkashchyna nach Deutschland, 1942

Im Oktober 1939 wurden erste polnische Kriegsgefangene zur Zwangsarbeit nach Deutschland überführt; bis Beginn 1940 sollte ihre Zahl auf 300.000 ansteigen. Von ihnen wurden nahezu 90 Prozent in der Landwirtschaft eingesetzt. Da diese Behandlung von Kriegsgefangene den Genfer Konventionen nicht entsprach, erhielten sie bald den Status „Zivilarbeiter“. Zivile Zwangsarbeiter waren neben Polen auch aus der Ukraine, aus Russland, aber auch aus Frankreich und ab 1943 aus Italien rekrutiert worden. Verantwortlich dafür war seit März 1942 Fritz Sauckel. Bis 1944 wurden insgesamt 862.000 Sowjetbürger für die Landwirtschaft in Deutschland verpflichtet, den Großteil machten Zivilarbeiter aus. Anfang 1945 stellten Ausländer ein Drittel der gesamten Arbeitskräfte in der Landwirtschaft.
Von allen Zwangsarbeitern im Dritten Reich waren im August 1942 43,8 Prozent in der Landwirtschaft beschäftigt, womit die Landwirtschaft gemessen an der Anzahl an Zwangsarbeitern knapp hinter der Industrie, mit 47 Prozent lag. Im Mai 1944 war die Verteilung der Zwangsarbeiter zugunsten der Industrie verschoben worden, so arbeiteten bereits 49,3 Prozent in der Industrie und 36,4 Prozent in der Landwirtschaft. Die Tabelle zeigt die Verteilung der Zwangsarbeiter nach Nationalitäten.
| Nationalität | Zwangsarbeiter |
| ------------ | -------------- |
| Polen        | 1.125.632      |
| Sowjetunion  | 862.062        |
| Frankreich   | 405.897        |
| Italien      | 45.288         |

Die Entwicklung der Anzahl der Zwangsarbeiter im Deutschen Reich zeigt, dass nach Sauckels Amtsantritt besonders viele neue Zwangsarbeiter nach Deutschland deportiert wurden. Von 1942, dem Jahr seines Amtsantrittes, bis 1943 verdoppelte sich die Zahl der in der Landwirtschaft tätigen Zwangsarbeiter, siehe Tabelle.
| Monat    | Anzahl    |
| -------- | --------- |
| Mai 1939 | 110.000   |
| Mai 1940 | 260.000   |
| Mai 1941 | 970.000   |
| Mai 1942 | 1.400.000 |
| Mai 1943 | 2.800.000 |
| Mai 1944 | 3.200.000 |

### Ernährungssituation der Zwangsarbeiter
1942 war, mit Ausnahme von 1945, die Lebensmittelsituation in Deutschland am kritischsten. In dieser Zeit verhungerten die meisten Zwangsarbeiter, da das Reichsministerium für Ernährung ihre Rationen drastisch kürzte. „Es war der Nahrungsmangel, weswegen die Zwangsarbeiter sogar dann noch in so großer Zahl umgebracht wurden, als sie bereits dringend für die Kriegsproduktion benötigt worden wären“. Ab Ende 1942 stabilisierte sich die Lage wieder; die Rationen wurden allgemein erhöht, im Wehrwirtschafts- und Rüstungsamt im OKW galt die Devise: „Es ist ein Trugschluß (sic!), dass (sic!) man mit 200 ungenügend ernährten Menschen dieselbe Arbeitsleistung vollbringen könne wie mit 100 Vollernährten. Im Gegenteil: die 100 Vollernährten schaffen weit mehr, und ihr Einsatz ist wesentlich rationeller.“

## Frauen in der Landwirtschaft

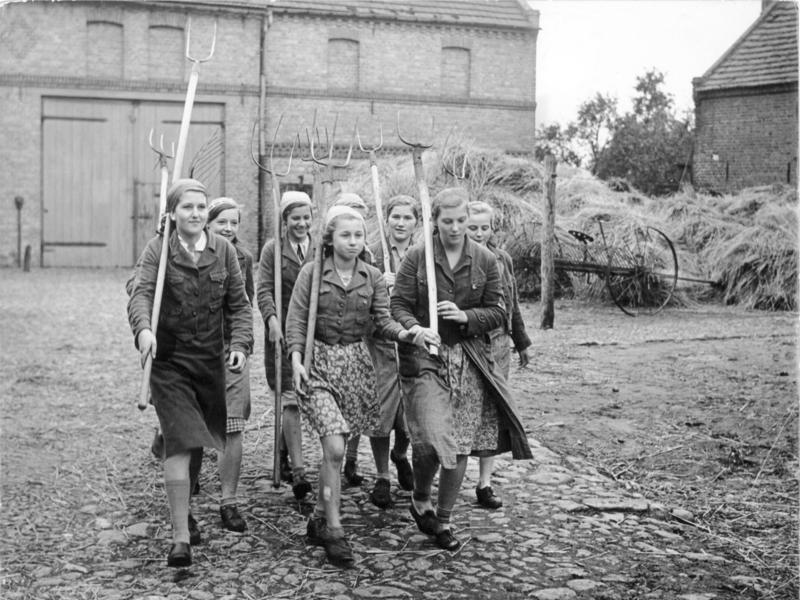
Propagandadarstellung eines BDM-Einsatzes in der Heuernte, Brandenburg 1939

Der Bäuerin kam in der Ideologie der NS-Agrarier eine besondere Stellung zu. Neben dem offiziösen Frauenbild, welches die Rolle als Mutter vieler „erbgesunder“ und „rassenreiner“ Kinder betonte, wurde der Landfrau eine Rolle als Arbeitskameradin wie als Betriebsleiterin auferlegt. Angesichts von überraschend vielen weiblichen Wählerstimmen 1930 -32 und des Mitte der 1930er Jahre spürbaren Arbeitskräftemangels wurden anfänglich eingeführte Maßnahmen zur Diskriminierung von Frauen im Berufsleben zunehmend wieder aufgeweicht. Im Rahmen des Pflichtjahres ab 1937 und des für Frauen vorgeschriebenen Pflichtjahres als sogenannte „Arbeitsmaiden“ im Reichsarbeitsdienst wurden junge Frauen als hart beanspruchte Arbeitskräfte vor allem in der Landwirtschaft eingesetzt. 1939 waren 100.000 Frauen auf diese Weise verpflichtet worden.
Zwischen Reichsnährstand und NS-Frauenschaft kam es immer wieder zu Kompetenzstreitigkeiten. Es wurde 1935 und 36 versucht, diese in von Walther Darré und Gertrud Scholtz-Klink ausgehandelten Abkommen beizulegen. Letztendlich scheint sich der RNS durchgesetzt zu haben; der Reichsfrauenschaft beziehungsweise dem Deutschen Frauenwerk gelang es nur in geringem Maße, Landfrauen für sich zu gewinnen. Daher waren Frauen vor allem innerhalb des Reichsnährstand organisiert; auch die Bildungsarbeit wurde abgesondert von der Reichsfrauenschaft organisiert. 1935 wurde die ländliche Berufsschule eingeführt und die Lehrlingsausbildung auf dem Lande systematisiert und verlängert. Die von Darré im Reichserbhofgesetz geplante langfristige Abschaffung des Eigentums von Frauen an Bauernhöfen wurde bald wieder revidiert, der Anteil der weiblichen Hofeigner blieb zwischen 1933 und 1939 mit etwa elf Prozent weitgehend konstant.
1939 waren 35 Prozent der erwerbstätigen Frauen in der Landwirtschaft beschäftigt, also ein deutlich größerer Anteil als bei den Männern mit ungefähr 27 Prozent. Bei der Arbeitsaufteilung ist bemerkenswert, dass die Anzahl weiblicher Arbeitnehmer mit der Betriebsgröße sank. Der Anteil an weiblichen Arbeitskräften bei Höfen bis 5 Hektar lag bei ungefähr 67 Prozent, bei Höfen über 100 Hektar lag der Anteil nur mehr bei ungefähr 30 Prozent. Dies ist Indiz dafür, dass Frauen großteils in Familienbetrieben arbeiteten, seltener jedoch in Großbetrieben. Die offizielle Zuordnung der Frauen dem privaten Bereich und der Mitarbeit im Familienbetrieb kam hier ebenfalls zum Ausdruck. Die Arbeitsbelastung der Frauen war dabei höher als die der Bauern, da sie neben der Feldarbeit oft noch für den Haushalt und die Kinder zuständig waren. Ihre Belastung stieg mit dem weiteren Kriegsverlauf wegen der Einberufung vieler Landarbeiter. Je kleiner der Betrieb war, umso größer war die Belastung für die Bäuerin. Wegen der hohen Arbeitsbelastung stieg die Geburtenrate nicht so stark; in Gemeinden mit mehr als 2.000 Einwohnern stieg sie ab 1934 stärker an als auf dem Land. Zeitgenössischen Untersuchungen zufolge waren bei Bäuerinnen Arbeitszeiten von 16 bis 19 Stunden pro Tag keine Seltenheit und erwerbsmindernde Gesundheitsschäden bei Landfrauen über 40 weit verbreitet.

### Über die Landwirtschaft und Ernährung allgemein
- Gustavo Corni, Horst Gies: Brot–Butter–Kanonen: die Ernährungswirtschaft in Deutschland unter der Diktatur Hitlers. Akademie Verlag, Berlin 1997, ISBN 3-05-002933-1.
- Ernst Langthaler: Schlachtfelder. Alltägliches Wirtschaften in der nationalsozialistischen Agrargesellschaft 1938-1945 (= Sozial- und wirtschaftshistorische Studien. Band 38). Böhlau, Wien 2016, ISBN 978-3-205-20065-9.
- Adam Tooze: Ökonomie der Zerstörung. Die Geschichte der Wirtschaft im Nationalsozialismus. 2. Auflage. Siedler, München 2007, ISBN 978-3-88680-857-1.
- Daniela Münkel: Nationalsozialistische Agrarpolitik und Bauernalltag. Campus Fachbuch, Frankfurt am Main 1996, ISBN 3-593-35602-3 (Campus – Forschung 735), (Zugleich: Hannover, Univ., Diss., 1994: „Schaltstelle Kreisbauernschaft“ zwischen nationalsozialistischer Agrarpolitik und bäuerlichen Interessen).
- Susanne Heim (Hrsg.): Autarkie und Ostexpansion. Pflanzenzucht und Agrarforschung im Nationalsozialismus (= Geschichte der Kaiser-Wilhelm-Gesellschaft im Nationalsozialismus. Band 2). Wallstein, Göttingen 2002, ISBN 3-89244-496-X.
- Hans-Erich Volkmann: Ökonomie und Expansion. Grundzüge der NS-Wirtschaftspolitik; ausgewählte Schriften (= Beiträge zur Militärgeschichte. Band 58). Oldenbourg, München 2003, ISBN 3-486-56714-4.
- Zeitungszeugen, Nr. 12: Blut und Boden. Landwirtschaft im Nationalsozialismus. Zeitungszeugen, Hamburg 2009, ZDB-ID 2474318-5.

### Über die Agrarwirtschaft
- Wolfram Fischer (Hrsg.): Europäische Wirtschafts- und Sozialgeschichte vom Ersten Weltkrieg bis zur Gegenwart (= Handbuch der europäischen Wirtschafts- und Sozialgeschichte. Band 6). Klett-Cotta, Stuttgart 1987, ISBN 3-12-904780-8.
- Dieter Gosewinkel: Wirtschaftskontrolle und Recht in der nationalsozialistischen Diktatur. Klostermann, Frankfurt am Main 2005, ISBN 3-465-03366-3 (Studien zur europäischen Rechtsgeschichte 180 = Das Europa der Diktatur 4).

### Über die Zwangsarbeit in der Landwirtschaft
- Ela Hornung, Ernst Langthaler, Sabine Schweitzer: Zwangsarbeit in der Landwirtschaft in Niederösterreich und dem nördlichen Burgenland. Oldenbourg, Wien/München 2004, ISBN 3-486-56801-9 (Veröffentlichungen der Österreichischen Historikerkommission 26, 3: Zwangsarbeit auf dem Gebiet der Republik Österreich 3).
- Stefan Karner, Peter Ruggenthaler: Zwangsarbeit in der Land- und Forstwirtschaft auf dem Gebiet Österreichs 1939 bis 1945. Oldenbourg, Wien/München 2004, ISBN 3-486-56800-0 (Veröffentlichungen der Österreichischen Historikerkommission 26, 2: Zwangsarbeit auf dem Gebiet der Republik Österreich 2).
- Ulrich Herbert: Geschichte der Ausländerpolitik in Deutschland. Saisonarbeiter, Zwangsarbeiter, Gastarbeiter, Flüchtlinge. C. H. Beck, München 2001, ISBN 3-406-47477-2.

### Über den Hungerplan und den Generalplan Ost
- Götz Aly: Hitlers Volksstaat. Raub, Rassenkrieg und nationaler Sozialismus. Fischer, Frankfurt am Main 2005, ISBN 3-10-000420-5.
- Christian Gerlach: Krieg, Ernährung, Völkermord. Deutsche Vernichtungspolitik im Zweiten Weltkrieg. Pendo Verlag, Zürich u. a. 2001, ISBN 3-85842-404-8.
- Czeslaw Madajczyk (Hrsg.): Vom Generalplan Ost zum Generalsiedlungsplan. Dokumente (= Einzelveröffentlichungen der Historischen Kommission zu Berlin. Band 80). Saur, München u. a. 1994, ISBN 3-598-23224-1.

### Von nationalsozialistischen Agrariern
- Herbert Backe: Um die Nahrungsfreiheit Europas. Weltwirtschaft oder Großraum. W. Goldmann, Leipzig 1942, DNB 572099517.
- Richard Walther Darré: Das Bauerntum als Lebensquell der nordischen Rasse. J. F. Lehmanns, München 1938, DNB 572668538.
- Hermann Reischle, Wilhelm Saure: Der Reichsnährstand. Aufbau, Aufgaben und Bedeutung. Reichsnährstandsverlag 2. Aufl. Berlin 1934, DNB 362133697.
- Hermann Reischle: Kann man Deutschland aushungern? (= Schriftenreihe Deutsche Arbeit, Band 2), Berlin 1940, DNB 362133735.